# KBO!
KBO! és una banda sèrbia de punk rock originària de Kragujevac. És un dels primers grups de l'escena hardcore punk de l'antiga Iugoslàvia. Des dels inicis, la banda va adoptar l'ètica do it yourself creant el seu propi segell discogràfic, KBO! Records, a través del qual han publicat tots els seus treballs. Ha realitzat gires per diversos països europeus com Hongria, Àustria, Grècia, Bèlgica i Països Baixos, i han compartit escenari amb grups com Gorilla Biscuits o Babes in Toyland. Ha publicat diversos àlbums d'estudi i en directe, alguns d'ells per a discogràfiques estrangeres, i han participat en nombroses recopilacions internacionals de punk.
El disc de versions (Ne) Menjajte stanicu, publicat el 2001, conté versions d'ABBA, Električni Orgazam, Pet Shop Boys, Mike Oldfield, Orchestral Manoeuvres in the Dark, Billy Idol, Black i Prince.

## Discografia

### Maquetes
| Títol                     | Any  |
| ------------------------- | ---- |
| Tama                      | 1986 |
| Nove obrade starih stvari | 1987 |
| !OBK                      | 1988 |
| Live in Budapest          | 1988 |
| Moja sloboda              | 1989 |

### Àlbums d’estudi
| Títol           | Any  |
| --------------- | ---- |
| Forever punk    | 1989 |
| Pozovi 93       | 1990 |
| Za jedan korak  | 1992 |
| Svetlo ludila   | 1997 |
| Drugarska stvar | 2002 |
| Prosta proza    | 2017 |

### Àlbums de versions
| Títol                 | Any  |
| --------------------- | ---- |
| (Ne) Menjajte stanicu | 2001 |